# Egawa Genki
Egawa Genki (sinh ngày 2 tháng 4 năm 2000) là một cầu thủ bóng đá người Nhật Bản.

## Sự nghiệp câu lạc bộ
Egawa Genki hiện đang chơi cho Kyoto Sanga FC.